# Melpomène
Pour les articles homonymes, voir Melpomene.
Dans la mythologie grecque, Melpomène (en grec ancien Μελπομένη / Melpoménê, de μέλπειν / mélpein, « chanter ») est la Muse du Chant, de l'Harmonie musicale et de la Tragédie quand elle est associée à Dionysos.

## Représentations et symboles
Le maintien de Melpomène est grave et sérieux : elle est richement vêtue et chaussée de cothurnes ; elle tient d'une main un sceptre et des couronnes, de l'autre un poignard ensanglanté, parfois une massue d'Héraclès dont le théâtre aimait célébrer les exploits. Elle possède comme autres attributs la couronne de pampres et le masque de tragédie. Parfois on lui donne pour suivantes la Terreur et la Pitié (Éléos).

## Dans la culture
- Melpomène est le titre traditionnellement donné au 4e livre des Histoires (vers 445 av. J.-C.) d’Hérodote.
- La trentième et dernière ode du livre troisième des odes du poète latin Horace s'adresse à Melpomène en tant que muse, on la désigne souvent soit par ses premiers mots “Exegi monumentum” soit par “À Melpomène”.
- Au début de Les Tragiques (1615), par le vers « J'appelle Melpomène en sa vive fureur », Agrippa d'Aubigné invoque cette muse et met son œuvre sous le signe de la tragédie aristotélicienne : il entend peindre des tableaux tragiques.
- Charles Le Brun représenta en 1675 Melpomène dans le frontispice qu'il réalisa pour l'édition collective des Œuvres de Racine[1].
- « Combien nous devons aimer les autres fils de Melpomène, qui nous ont intéressés aux malheurs de nos pères ! ». François-René de Chateaubriand, discours d'entrée à l'Institut (Académie française) (1811-1814), reproduit dans ses Mémoires d'outre-tombe, Livre XVIII, chapitre 8.
- Au Louvre, une statue de Melpomène occupait la grande loge (photo) dans une des salles de l'aile Sully dénommée pour cette raison Galerie de la Melpomène, jusqu'à la réorganisation de 2010 où elle est remplacée par une représentation d'Athéna Pallas de Velletri, conséquences de la nécessité d'une restauration[2]. Depuis 2015, elle est exposée dans la cour du Sphinx[3].
- C'est le nom d'un groupe de maquisards de la Marne[4].
- Melpomène se parfume à l’héliotrope est :
  - un « message personnel » donné par la BBC (Radio Londres) dans le cadre de la mythique émission quotidienne Les Français parlent aux Français pour annoncer le passage à Londres de René Massigli (futur commissaire aux Affaires étrangères de la France libre) ;
  - un ouvrage de Michel Roger Augeard consacré au quotidien de la Résistance au fil des messages personnels (JC Lattès, 2012).
- Melpomène est un film de Charlotte Dauphin réalisé en 2025